# Eugenia mattosii
Eugenia mattosii är en myrtenväxtart som beskrevs av Carlos Maria Diego Enrique Legrand. Eugenia mattosii ingår i släktet Eugenia och familjen myrtenväxter. Inga underarter finns listade i Catalogue of Life.